# Giải bóng đá vô địch quốc gia Saint-Pierre và Miquelon
Ở Saint-Pierre và Miquelon có 3 câu lạc bộ nghiệp dư, chỉ thi đấu ở một hạng duy nhất.

## Câu lạc bộ
Tính đến mùa giải 2011:
| Câu lạc bộ           | Thành phố    |
| -------------------- | ------------ |
| A.S. Ilienne Amateur | Saint-Pierre |
| A.S. Miquelonnaise   | Miquelon     |
| A.S. Saint Pierraise | Saint-Pierre |

## Đội vô địch
- 1976: A.S. Ilienne Amateur
- 1977: A.S. Ilienne Amateur
- 1978: A.S. Ilienne Amateur
- 1979: A.S. Ilienne Amateur
- 1980: A.S. Ilienne Amateur
- 1981: A.S. Ilienne Amateur
- 1982: A.S. Ilienne Amateur
- 1983: A.S. Ilienne Amateur
- 1984: A.S. Ilienne Amateur
- 1985: A.S. Ilienne Amateur
- 1986: A.S. Ilienne Amateur
- 1987: A.S. Ilienne Amateur (1)
- 1988: A.S. Saint Pierraise (1)
- 1989: A.S. Ilienne Amateur
- 1990: A.S. Ilienne Amateur
- 1991: A.S. Ilienne Amateur
- 1992: A.S. Saint Pierraise
- 1993: A.S. Saint Pierraise
- 1994: A.S. Saint Pierraise
- 1995:   không rõ
- 1996: A.S. Ilienne Amateur
- 1997:   không rõ
- 1998:   không rõ
- 1999:   không rõ
- 2000:   không rõ
- 2001: A.S. Saint Pierraise
- 2002: A.S. Ilienne Amateur
- 2003: A.S. Ilienne Amateur
- 2004: A.S. Ilienne Amateur
- 2005: A.S. Miquelonnaise
- 2006:   không rõ
- 2007: A.S. Saint Pierraise
- 2008: A.S. Miquelonnaise
- 2009:   không rõ
- 2010: A.S. Ilienne Amateur
- 2011: A.S. Ilienne Amateur
- 2012: A.S. Ilienne Amateur
- 2013: A.S. Ilienne Amateur
- 2014:   không rõ
- 2015: A.S. Saint Pierraise
- 2016: A.S. Saint Pierraise